# Daniel Böhm
Daniel Böhm (ur. 16 czerwca 1986 w Clausthal-Zellerfeld) – niemiecki biathlonista, srebrny medalista olimpijski i mistrz świata.

## Kariera
Pierwszy sukces osiągnął w 2006 roku, kiedy na mistrzostwach świata juniorów w Presque Isle zdobył brązowy medal w sztafecie. Na rozgrywanych rok później mistrzostwach świata juniorów w Martello zwyciężył w sztafecie, a w sprincie i biegu pościgowym był drugi.
W zawodach Pucharu Świata zadebiutował 10 stycznia 2009 roku w Oberhofie, zajmując 29. miejsce w sprincie. Tym samym już w debiucie zdobył pierwsze punkty. Na podium zawodów tego cyklu jedyny raz stanął 11 marca 2009 roku w Whistler, wygrywając rywalizację w tej samej konkurencji. W zawodach tych rozdzielił Francuza Vincenta Jaya i Jeremy'ego Teelę z USA. Najlepsze wyniki osiągnął w sezonie 2014/2015, kiedy zajął 18. miejsce w klasyfikacji generalnej.
Podczas igrzysk olimpijskich w Soczi w 2014 roku razem z Erikiem Lesserem, Arndem Peifferem i Simonem Schemppem zdobył srebrny medal w sztafecie. Zajął tam także dziesiąte miejsce w biegu indywidualnym. Na rozgrywanych rok później mistrzostwach świata w Kontiolahti sztafeta Niemiec w tym samym składzie zdobyła złoty medal. W pozostałych startach był jedenasty w biegu indywidualnym i szósty w sztafecie mieszanej.
Wielokrotnie zdobywał medale na mistrzostwach Europy, w tym złote w biegu pościgowym na ME w Ufie (2009), sprincie i sztafecie na ME w Otepää (2010) oraz biegu indywidualnym i sztafecie na ME w Osrible (2012).

## Osiągnięcia

### Igrzyska olimpijskie
| Rok  | Miejscowość | Konkurencje | Konkurencje | Konkurencje | Konkurencje | Konkurencje | Konkurencje | Konkurencje |
| Rok  | Miejscowość | IN          | SP          | PU          | MS          | RL          | MR          | SR          |
| ---- | ----------- | ----------- | ----------- | ----------- | ----------- | ----------- | ----------- | ----------- |
| 2014 | Soczi       | 10.         | –           | –           | –           | 2.          | DSQ         | –           |

### Mistrzostwa świata
| Rok  | Miejscowość     | Konkurencje | Konkurencje | Konkurencje | Konkurencje | Konkurencje | Konkurencje | Konkurencje |
| Rok  | Miejscowość     | IN          | SP          | PU          | MS          | RL          | MR          | SR          |
| ---- | --------------- | ----------- | ----------- | ----------- | ----------- | ----------- | ----------- | ----------- |
| 2011 | Chanty-Mansyjsk | 29.         | –           | –           | –           | –           | –           | –           |
| 2015 | Kontiolahti     | 11.         | –           | –           | –           | 1.          | 6.          | –           |

### Mistrzostwa świata juniorów
| Rok  | Miejscowość  | Konkurencje | Konkurencje | Konkurencje | Konkurencje | Konkurencje | Konkurencje | Konkurencje |
| Rok  | Miejscowość  | IN          | SP          | PU          | MS          | RL          | MR          | SR          |
| ---- | ------------ | ----------- | ----------- | ----------- | ----------- | ----------- | ----------- | ----------- |
| 2006 | Presque Isle | 38.         | 11.         | 6.          | nd.         | 3.          | nd.         | –           |
| 2007 | Martell      | 4.          | 2.          | 2.          | nd.         | 1.          | nd.         | –           |

### Puchar Świata

#### Miejsca w klasyfikacji generalnej
| Sezon     | Miejsce |
| --------- | ------- |
| 2008/2009 | 59.     |
| 2009/2010 | 81.     |
| 2010/2011 | 40.     |
| 2011/2012 | 53.     |
| 2012/2013 | 61.     |
| 2013/2014 | 24.     |
| 2014/2015 | 18.     |
| 2015/2016 | 67.     |

#### Miejsca na podium indywidualnych zawodów PŚ
| Lp. | Dzień    | Rok  | Miejscowość | Konkurencja                | Lokata | Pudła   | Czas biegu | Strata | Zwycięzca   |
| --- | -------- | ---- | ----------- | -------------------------- | ------ | ------- | ---------- | ------ | ----------- |
| 1.  | 11 marca | 2009 | Whistler    | Bieg indywidualny na 20 km | 2.     | 0+1+0+0 | 49:53,9    | +19,0  | Vincent Jay |